# Taxi zum Klo
Taxi zum Klo és una pel·lícula alemanya del 1981 escrita per, dirigida i protagonitzada per Frank Ripploh. La pel·lícula és una comèdia negra de costums que explora irònicament la vida d'un mestre d'escola de Berlín i els contrastos entre la seva vida pública i privada. Era sexualment explícita per a l'audiència d'aleshores i durant un temps després. Així, per exemple, el British Board of Film Classification no va passar la pel·lícula sense talls fins al 2011, tot i que es va mostrar àmpliament als cine clubs. Taxi zum Klo va ser considerada innovadora pel seu tema i va aconseguir un estatus de culte entre el públic de l'època.
Rodada en localització amb molts personatges que apareixen com a ells mateixos, la pel·lícula documenta la cultura gai a Berlín Occidental en el breu moment posterior a l'alliberament gai i abans de l'aparició de la sida, cap al 1980. Ripploh ha afirmat que gran part de la pel·lícula era autobiogràfica. El nom significa literalment Taxi al vàter, que és un lloc per a sexe gai casual.

## Sinopsi
Frank Ripploh es desperta. Encara nu, va al replà per robar el diari del veí, però la porta es tanca darrere seu. Després ha de demanar al seu veí que passi pel seu balcó per tornar a casa. A classe, explica als escolars el seu contratemps matinal, imitant el pas d'un balcó a un altre. Aleshores el veiem, amb un abric de pell, entrant al bany on els homes observen el pas d'altres homes masturbant-se. Es tanca en un estand on, assegut, corregeix els quaderns mentre mira per una obertura un home que s'acariciava les natges. Aquest últim surt, un altre home ocupa el seu lloc i introdueix el seu penis al Glory hole.
Després d'una vetllada de bitlles amb els seus companys, va a la sauna a fer-se un massatge. En un cinema, flirteja amb l'home de servei bigotut, a qui porta a casa i amb qui es fa un bany. Estan al llit quan una dona truca a la porta demanant ajuda. L'obre. Apressada, sembla que ha estat colpejada pel seu company. Bernd troba per telèfon la informació una casa que allotja les dones maltractades. Es forma un idil·li entre Frank i Bernd. Frank fins i tot dibuixa un cor a la neu (mentre orina). Bernd vol comprar una casa al camp, però Frank està lligat a la vida de la ciutat. Frank es troba amb un jove i guapo en una plaça. El porta a casa seva, arriba Bernd i els observa sense que ho sàpiguen. Més tard, Frank li explica que, tot i que està enamorat d'ell, no és fidel. Quan Frank es troba a l'hospital després d'una de les seves desventures, Bernd li fa una escena.

## Repartiment
- Frank Ripploh: Frank Ripploh
- Bernd Broaderup : Bernd
- Orpha Termin : la veïna
- Peter Fahrni : treballador de la gasolinera
- Hans-Gerd Mehrtens : home en cuir
- Valeska Gerstenberg : una amiga

## Recepció crítica
The Village Voice la va aclamar com la "primera obra mestra sobre el corrent principal de la vida gai masculina".

## Premis
La pel·lícula va rebre el prix Max Ophüls el 1981 i el premi a la millor pel·lícula en llengua estrangera de la Boston Society of Film Critics de 1982 compartit amb Beau-père.